# جريف (دوعن)
'

تعديل مصدري - تعديل

جريف هي إحدى قرى عزلة صيف بمديرية دوعن التابعة لمحافظة حضرموت، بلغ تعداد سكانها 339 نسمة حسب تعداد اليمن لعام 2004.